# Agawa ciemnozielona
Agawa ciemnozielona (Agave atrovirens) – gatunek rośliny z rodziny agawowatych (Agavaceae). Pochodzi z Ameryki Środkowej, ze środkowego Meksyku. Jest też uprawiana w Meksyku.

## Morfologia
Ogólnym pokrojem przypomina inne agawy. Jest to duża bylina osiągająca wysokość do 8 m. Liście mięsiste, lancetowate, brzegiem zdrewniałe, opatrzone są na szczycie i brzegu silnymi kolcami. Mają długość do 180 cm. Kwiaty zebrane w kandelabrowaty kwiatostan

## Zastosowanie
Ze słodkawego soku zwanego aguamiel (dosłownie "woda miodowa"), pozyskiwanego z wycięcia pączków szczytowych i po poddaniu go fermentacji, produkuje się słaby napój alkoholowy, słynną pulque. Z tego względu potoczna nazwa tej agawy w Meksyku to maguey pulquero. 